# 市川忍
市川 忍（いちかわ しのぶ、1897年1月9日 - 1973年11月2日）は、日本の実業家。丸紅の初代社長。「正・新・和」の精神で総合商社「丸紅」発展の基礎を築いた。

## 略歴
茨城県北相馬郡布川町（現在の利根町）出身。神戸高等商業学校（現在の神戸大学）卒業後伊藤忠商事に入社し、大同貿易を経て、丸紅商店に移る。 1949年、丸紅の初代社長に就任した。高島屋飯田を吸収し、総合商社丸紅飯田（現在の丸紅）への転換を果たした。 
1966年には大阪商工会議所会頭に就任した。
1970年12月、「後進に道を譲りたいとして」同会頭職の辞意を表明した（正式な辞任は1971年）。後任は近畿日本鉄道の佐伯勇。墓所は多磨霊園。